# Maltasa

Maltosa

La maltasa és un enzim que degrada el disacàrid maltosa. La maltasa catalitza la hidròlisi de la maltosa al sucre simple glucosa. Aquest enzim es troba en les plantes, bacteris i llevats. La deficiència en maltasa es categoritza en tres tipus separats.
En la majoria dels casos, és equivalent a l'alfa-glucosidasa, però el terme "maltasa" emfatitza la naturalesa de disacàrid del substrat on s'escindeix la glucosa, i "alfa-glucosidasa" fa èmfasi en l'enllaç.